# Liste der Bezirksstraßen in Erie County, New York

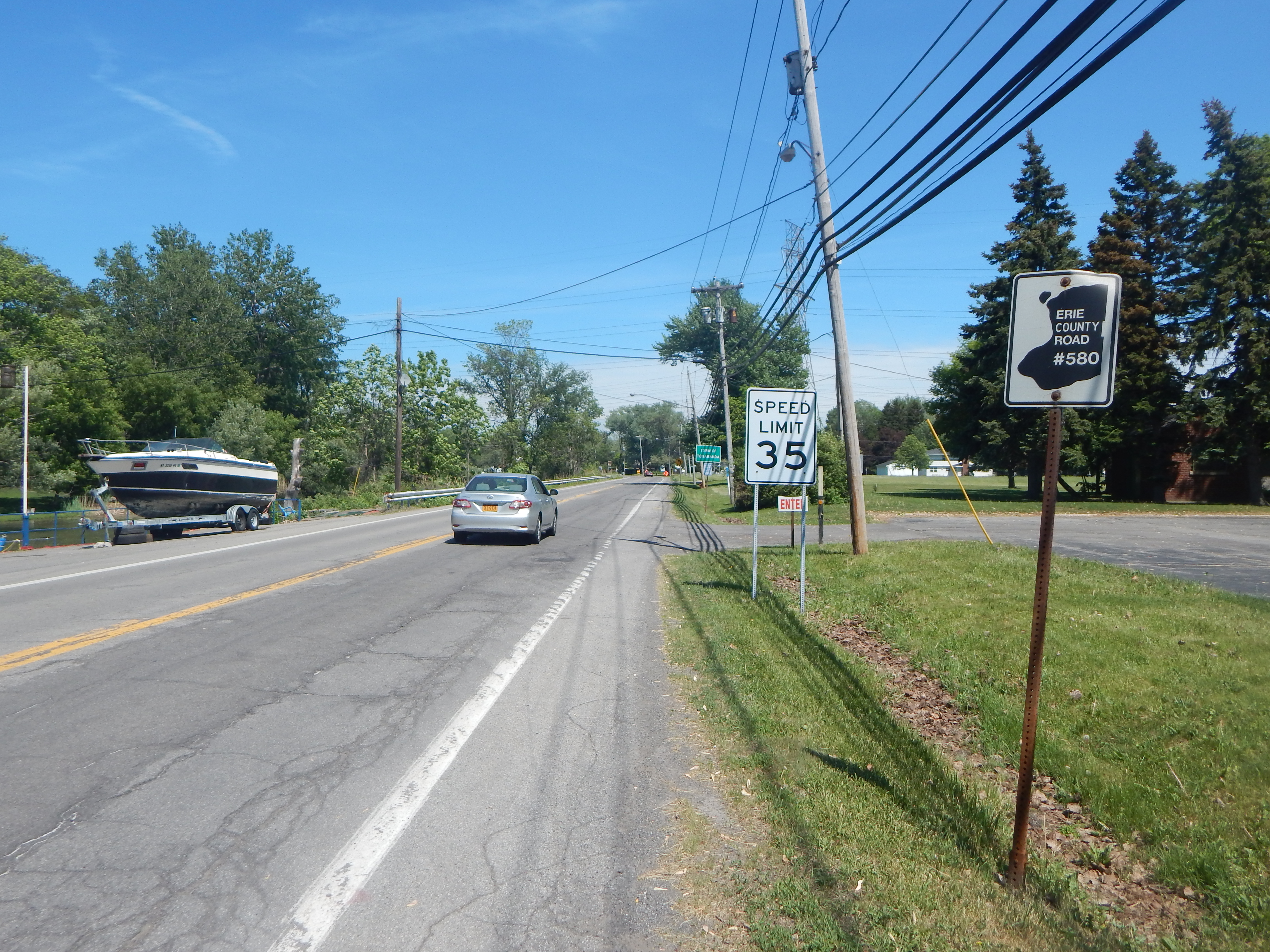
Ausschilderung der Bezirksstraße CR 580 in Tonawanda

Die meisten Bezirksstraßen in Erie County, New York sind Hauptstraßen in den wenig entwickelten Zonen und dienen auch dazu, die verschiedenen Dörfer und Weiler des Bezirks zu verbinden. Nicht alle Strecken sind beschildert. Alle Strecken werden von der „Erie Bezirksautobahnabteilung“ unterhalten. Der Bereich hat aufgrund der Verstädterung von Erie County über 300 Strecken. Die Strecken 250 bis 511 laufen alle in einem allgemeinen nordost-südwestlichen Muster. Im Erie County existieren keine anderen Muster.

## Straßen 1–100
| Straße | Von                                                     | Über                                                                                          | Bis                                          | Bemerkung                                                      |
| ------ | ------------------------------------------------------- | --------------------------------------------------------------------------------------------- | -------------------------------------------- | -------------------------------------------------------------- |
| CR 1   | US 20 in Alden village                                  | Alden-Crittenden Road                                                                         | NY 33 in Alden town                          |                                                                |
| CR 2   | Niagara county line                                     | Tonawanda Creek Road in Amherst                                                               | NY 78                                        |                                                                |
| CR 4   | CR 44 / CR 51 / CR 169 in Hamburg town                  | Abbott Road                                                                                   | Buffalo city line in Lackawanna              |                                                                |
| CR 5   | CR 111 in Evans                                         | Lake Street                                                                                   | Angola village line                          |                                                                |
| CR 6   | US 20A in East Aurora                                   | Pine Street and East Aurora-Porterville Road                                                  | NY 954G in Marilla                           |                                                                |
| CR 9   | Cattaraugus Indian Reservation line in Brant            | Brant Reservation, Brant-Angola und Old Eden-Evans Center roads, South und North Main streets | NY 5 in Evans                                | Teil nördlich vom NY 249, der bis 1980 als NY 323 benannt ist. |
| CR 10  | NY 952Q                                                 | Wende Road in Alden town                                                                      | NY 33                                        |                                                                |
| CR 11  | CR 577                                                  | East River Road in Grand Island                                                               | CR 249                                       |                                                                |
| CR 16  | NY 954G                                                 | East Avenue in Marilla                                                                        | CR 356                                       |                                                                |
| CR 18  | CR 127 in Evans                                         | Sturgeon Point und Derby roads                                                                | CR 32 in Eden                                |                                                                |
| CR 21  | NY 277                                                  | Losson Road in Cheektowaga                                                                    | US 20 / NY 78                                |                                                                |
| CR 23  | CR 338 in Lancaster town                                | Penora Street                                                                                 | US 20 in Depew                               |                                                                |
| CR 24  | NY 78                                                   | Lapp Road in Clarence                                                                         | CR 560                                       |                                                                |
| CR 27  | CR 49 / CR 198 / CR 409 / CR 432 in Concord             | Allen Road                                                                                    | NY 16 in Sardinia                            | Erste 0,12 Meilen (190 Meter) stimmen mit der NY 240 überein.  |
| CR 28  | CR 227 in Boston                                        | Abbott Road                                                                                   | CR 44 in Hamburg town                        |                                                                |
| CR 30  | CR 27 in Concord                                        | Glenwood-East Concord Road                                                                    | CR 240 in Colden town                        | Auf der gesamten Länge übereinstimmend mit der NY 240.         |
| CR 32  | CR 9 in Evans                                           | Old Eden-Evans Center and Eden-Evans Center roads, West Church Street                         | US 62 in Eden                                |                                                                |
| CR 33  | CR 408 in Colden                                        | Center Street                                                                                 | US 20A in East Aurora                        |                                                                |
| CR 34  | CR 111                                                  | Lotus Point Road in Brant                                                                     | NY 5 / NY 249                                |                                                                |
| CR 37  | NY 78                                                   | Greiner Road in Clarence                                                                      | CR 560                                       |                                                                |
| CR 39  | NY 75 / NY 249                                          | Langford-New Oregon Road in North Collins                                                     | Concord town line                            |                                                                |
| CR 40  | CR 508                                                  | Collins Center-Zoar Road in Collins                                                           | NY 39                                        |                                                                |
| CR 41  | NY 249 in Brant                                         | Versailles Plank Road                                                                         | CR 476 in Evans                              |                                                                |
| CR 42  | Niagara county line in Clarence                         | Rapids Road                                                                                   | NY 93 in Newstead                            |                                                                |
| CR 43  | CR 559 / CR 560                                         | Rapids Road in Clarence                                                                       | CR 42                                        |                                                                |
| CR 44  | CR 4 / CR 51 / CR 169 in Hamburg town                   | Armor-Duells Road                                                                             | NY 952J / CR 463 in Orchard Park town        |                                                                |
| CR 45  | CR 301                                                  | Dodge Road in Amherst                                                                         | NY 78                                        |                                                                |
| CR 47  | NY 240 in Aurora                                        | Mill Road                                                                                     | US 20A in East Aurora                        |                                                                |
| CR 49  | CR 50 / CR 73 / CR 106                                  | Genesee Road in Concord                                                                       | NY 240 / CR 198 / CR 409 / CR 432            |                                                                |
| CR 50  | CR 49 / CR 73 / CR 106                                  | Wyandale Road in Concord                                                                      | North Collins town line (continues as CR 39) |                                                                |
| CR 51  | US 62 in Hamburg village                                | Clark Street                                                                                  | CR 4 / CR 44 / CR 169 in Hamburg town        |                                                                |
| CR 54  | Cattaraugus Indian Reservation line                     | Seneca Street in North Collins                                                                | US 62                                        |                                                                |
| CR 57  | CSX railroad tracks in Lancaster village                | Central Avenue                                                                                | CR 161 / CR 276 in Lancaster town            |                                                                |
| CR 62  | Cattaraugus county line in Concord                      | Cattaraugus Road                                                                              | NY 240 in Springville                        |                                                                |
| CR 64  | NY 33 in Alden town                                     | South Newstead Road                                                                           | NY 5 in Newstead                             |                                                                |
| CR 65  | CR 127 in Hamburg town                                  | Lakeview Road and Evans Street                                                                | US 62 in Hamburg village                     |                                                                |
| CR 67  | CR 541 in Aurora                                        | Emery Road                                                                                    | NY 16 in Wales                               |                                                                |
| CR 68  | NY 78                                                   | Stahley Road in Clarence                                                                      | CR 217                                       |                                                                |
| CR 73  | CR 498 in North Collins                                 | Genesee Road                                                                                  | CR 49 / CR 50 / CR 106 in Concord            |                                                                |
| CR 74  | Gowanda village line                                    | Gowanda-Zoar Road in Collins                                                                  | CR 457 / CR 508                              |                                                                |
| CR 75  | NY 957C                                                 | Whitehaven Road in Grand Island                                                               | CR 11                                        |                                                                |
| CR 82  | Cattaraugus county line in Concord (continues as CR 12) | Mill and Buffalo streets                                                                      | NY 39 in Springville                         |                                                                |
| CR 84  | NY 240                                                  | Davis Road in Aurora                                                                          | US 20A                                       |                                                                |
| CR 85  | CR 47 in Aurora                                         | Blakeley Corners Road                                                                         | CR 175 / CR 383 in Wales                     |                                                                |
| CR 87  | NY 324                                                  | Hopkins Road in Amherst                                                                       | CR 2                                         |                                                                |
| CR 90  | CR 6                                                    | Porterville Road in Marilla                                                                   | NY 954G                                      |                                                                |
| CR 91  | CR 137 (at I-90 / NYST)                                 | Slade Avenue in West Seneca                                                                   | NY 240                                       |                                                                |
| CR 93  | Cattaraugus Indian Reservation line in Brant            | Milestrip Road                                                                                | US 62 in North Collins                       |                                                                |
| CR 95  | NY 16 / NY 78 / CR 572                                  | Seneca Street in Elma                                                                         | CR 328 / CR 330                              |                                                                |
| CR 96  | CR 111                                                  | Bennett Road in Evans                                                                         | NY 5 / CR 9                                  |                                                                |

## Straßen 101–200
| Straße     | Von                                          | Über                                                    | Bis                                     | Bemerkung                                                                      |
| ---------- | -------------------------------------------- | ------------------------------------------------------- | --------------------------------------- | ------------------------------------------------------------------------------ |
| CR 103 (1) | CR 4                                         | Webster Corners Road in Orchard Park                    | CR 461                                  | Lücken in der Beschilderung bei CR 461                                         |
| CR 103 (2) | US 20                                        | Webster Corners Road in Orchard Park                    | NY 240                                  |                                                                                |
| CR 104     | CR 122 in Hamburg town                       | Pleasant Avenue                                         | NY 75 in Hamburg village                |                                                                                |
| CR 105     | CR 341                                       | Nichter Road in Lancaster town                          | CR 139                                  |                                                                                |
| CR 106     | NY 39                                        | Morton Corners-Wyandale Road in Concord                 | CR 49 / CR 50 / CR 73                   |                                                                                |
| CR 107     | NY 952Q                                      | Pine Ridge Road in Cheektowaga                          | Maryvale Drive                          |                                                                                |
| CR 109     | Buffalo city line                            | Indian Church Road in West Seneca                       | NY 277                                  |                                                                                |
| CR 110     | NY 391 in Hamburg village                    | Newton Street and Newton Road                           | NY 277 in Orchard Park town             |                                                                                |
| CR 111     | Cattaraugus Indian Reservation line in Brant | Lake Shore Road                                         | CR 127 / CR 183 in Evans                |                                                                                |
| CR 112     | CR 33                                        | South Street in East Aurora                             | NY 16                                   |                                                                                |
| CR 113     | US 20                                        | Sandridge Road and Wende Avenue in Alden town           | NY 952Q                                 |                                                                                |
| CR 115     | CR 215 / CR 285                              | Sand Hill Road in Newstead                              | CR 42                                   |                                                                                |
| CR 118     | CR 307 in Kenmore                            | Colvin Boulevard                                        | CR 580 in Tonawanda town                | Lücken in der Beschilderung bei NY 425                                         |
| CR 119     | CR 307 in Kenmore                            | Elmwood Avenue                                          | CR 306 (at I-290) in Tonawanda town     |                                                                                |
| CR 121     | South Cascade Drive                          | Waverly Street in Springville                           | NY 39                                   |                                                                                |
| CR 122     | NY 5                                         | Amsdell Road in Hamburg town                            | CR 104                                  |                                                                                |
| CR 127     | CR 111 / CR 183 in Evans                     | Lake Shore and Old Lake Shore roads                     | NY 5 in Hamburg town                    |                                                                                |
| CR 129     | Delaware Road                                | Highland Parkway and Englewood Avenue in Tonawanda town | CR 307                                  |                                                                                |
| CR 130     | Buffalo city line in Amherst                 | Eggert Road                                             | NY 425 / CR 118 in Tonawanda town       |                                                                                |
| CR 133     | US 20                                        | Pleasant Avenue in Hamburg town                         | CR 122                                  |                                                                                |
| CR 134     | NY 75 in Hamburg town                        | Legion Drive                                            | US 62 in Hamburg village                |                                                                                |
| CR 136     | US 20A in Orchard Park town                  | Thorn Avenue and Thorn Street                           | NY 240 / NY 277 in Orchard Park village | Ehemalige Zahl; stillgelegt 2014 und für die Wartung zum Orchard Park verlegt. |
| CR 137     | CR 4 in Lackawanna                           | Ridge Road                                              | CR 215 in West Seneca                   |                                                                                |
| CR 139     | US 20A                                       | Pavement Road in Lancaster town                         | NY 33                                   |                                                                                |
| CR 140     | NY 16 / NY 78 / CR 572                       | Rice Road in Elma                                       | CR 336                                  |                                                                                |
| CR 141     | CR 130                                       | Cleveland Drive in Cheektowaga                          | CR 245                                  |                                                                                |
| CR 142     | CR 141                                       | Century Road in Cheektowaga                             | CR 208                                  |                                                                                |
| CR 144     | NY 240                                       | West Falls Road in Aurora                               | CR 47                                   |                                                                                |
| CR 152     | NY 263                                       | Bailey Avenue in Amherst                                | NY 324                                  | Auf der gesamten Strecke übereinstimmend mit US 62.                            |
| CR 153     | NY 277                                       | Bennett Road in Cheektowaga                             | CR 523                                  |                                                                                |
| CR 154     | NY 16 / CR 571                               | Lein Road in West Seneca                                | CR 325                                  |                                                                                |
| CR 155     | CR 333 in Lancaster town                     | Ransom Road                                             | NY 5 in Clarence                        |                                                                                |
| CR 157     | NY 952Q                                      | Home Road in Alden town                                 | NY 33                                   |                                                                                |
| CR 161     | NY 78                                        | Pleasant View Drive in Lancaster town                   | CR 139                                  |                                                                                |
| CR 162     | NY 75                                        | Sowles Road in Hamburg town                             | CR 169 / CR 204                         |                                                                                |
| CR 163     | CR 560 in Clarence                           | Clarence Center Road                                    | NY 93 in Akron                          |                                                                                |
| CR 164     | CR 338                                       | Lake Avenue in Lancaster town                           | Lancaster village line                  |                                                                                |
| CR 165     | NY 240                                       | Cayuga Creek Road in Cheektowaga                        | CR 207                                  |                                                                                |
| CR 166     | CR 113                                       | North Road in Alden town                                | Genesee county line                     |                                                                                |
| CR 167     | NY 93                                        | Parkview Drive in Akron                                 | CR 573                                  |                                                                                |
| CR 169     | CR 204                                       | Bayview Road in Hamburg town                            | CR 4                                    |                                                                                |
| CR 170     | NY 266                                       | Sawyer Avenue in Tonawanda town                         | CR 189                                  |                                                                                |
| CR 171     | CR 130                                       | Sweet Home Road in Amherst                              | CR 192 / NY 952T                        |                                                                                |
| CR 172     | CR 336 / CR 574 in Elma                      | Hemstreet Road                                          | CR 6 in Marilla                         |                                                                                |
| CR 173     | CR 294                                       | Heim Street in Amherst                                  | CR 45                                   |                                                                                |
| CR 174     | US 62                                        | North Boston Road in Eden                               | NY 75                                   |                                                                                |
| CR 175     | CR 85 / CR 383                               | Center Line Road in Wales                               | Wyoming county line                     |                                                                                |
| CR 177     | US 20                                        | Taylor Road in Orchard Park town                        | NY 277                                  |                                                                                |
| CR 181     | CR 412 / CR 413                              | Sharp Street in Concord                                 | CR 228                                  |                                                                                |
| CR 183     | CR 96                                        | Dennis Road in Evans                                    | CR 111 / CR 127                         |                                                                                |
| CR 186     | CR 45                                        | New Road in Amherst                                     | Niagara county line                     |                                                                                |
| CR 187     | CR 204 in Lackawanna                         | Willett and Berg roads                                  | NY 240 in West Seneca                   |                                                                                |
| CR 189     | NY 950C                                      | Kenmore Avenue in Tonawanda                             | CR 550                                  | Auf den ersten 0,13 Meilen (210 m) übereinstimmend mit NY 324.                 |
| CR 192     | US 62                                        | Maple Road in Amherst                                   | NY 78                                   |                                                                                |
| CR 194     | CR 313                                       | Maryvale Drive in Cheektowaga                           | CR 245                                  |                                                                                |
| CR 195     | NY 5 in Williamsville                        | Evans Street                                            | NY 324                                  |                                                                                |
| CR 196     | NY 384                                       | Brighton Road                                           | US 62                                   |                                                                                |
| CR 198     | Cattaraugus county line in Concord           | Vaughn Street                                           | CR 409 in Concord                       | Auf der gesamten Strecke übereinstimmend mit NY 240.                           |
| CR 199     | CR 275                                       | Shisler Road in Clarence                                | NY 5                                    |                                                                                |
| CR 200     | NY 5 in Hamburg town                         | Lake Avenue                                             | US 20 in Orchard Park town              |                                                                                |

## Straßen 201–300
| Straße | Von                                 | Über                                                  | Bis                                     | Bemerkung                                                                      |
| ------ | ----------------------------------- | ----------------------------------------------------- | --------------------------------------- | ------------------------------------------------------------------------------ |
| CR 201 | Sugar Road                          | Eggert Road in Cheektowaga                            | Davidson Avenue                         |                                                                                |
| CR 204 | NY 391                              | McKinley Parkway in Hamburg town                      | CR 187                                  |                                                                                |
| CR 207 | Buffalo city line                   | William Street in Cheektowaga                         | NY 277                                  |                                                                                |
| CR 208 | Buffalo city line in Cheektowaga    | Kensington Avenue                                     | NY 5 in Amherst                         |                                                                                |
| CR 215 | NY 240 / NY 950M in West Seneca     | Seneca Street                                         | US 20 / NY 78 / CR 572 in Elma          | Teile sind übereinstimmend mit NY 16.                                          |
| CR 216 | NY 5                                | Goodrich Road in Clarence                             | Niagara county line                     |                                                                                |
| CR 217 | NY 78                               | Clarence Center Road in Clarence                      | CR 560                                  |                                                                                |
| CR 218 | CR 560 in Clarence                  | Hunts Corners Road                                    | NY 93 in Newstead                       |                                                                                |
| CR 220 | CR 482 in Eden                      | East Eden Road                                        | NY 391 in Hamburg village               |                                                                                |
| CR 221 | NY 5                                | Beach Road in Evans                                   | CR 32                                   |                                                                                |
| CR 222 | CR 227 / CR 233 in Boston           | Boston-Colden Road                                    | NY 240 in Colden                        |                                                                                |
| CR 225 | Cattaraugus county line in Sardinia | Savage Road                                           | NY 16 in Holland                        |                                                                                |
| CR 226 | NY 16                               | Vermont Street in Holland                             | CR 382                                  |                                                                                |
| CR 227 | Concord town line                   | Boston State Road in Boston                           | NY 277 / NY 391 / CR 437                |                                                                                |
| CR 228 | NY 39 in Springville                | Springville-Boston Road                               | Boston town line in Colden              |                                                                                |
| CR 230 | CR 231                              | West Union Street in Hamburg village                  | NY 75                                   | Ehemalige Zahl; stillgelegt 2014 und für die Wartung zum Dorf Hamburg verlegt. |
| CR 231 | CR 65                               | West Avenue in Hamburg village                        | CR 230                                  | Ehemalige Zahl; stillgelegt 2014 und für die Wartung zum Dorf Hamburg verlegt. |
| CR 232 | US 62                               | North Ellicott Creek Road in Amherst                  | NY 952T                                 |                                                                                |
| CR 233 | CR 437                              | Rice Hill and West Tillen roads in Boston             | CR 222 / CR 227                         |                                                                                |
| CR 240 | NY 240 / CR 30 in Colden            | Holland-Glenwood Road                                 | NY 16                                   |                                                                                |
| CR 241 | US 20A in East Aurora               | Maple Street                                          | CR 574 in Elma                          |                                                                                |
| CR 242 | NY 16 / NY 78 / CR 572 in Aurora    | Bowen Road                                            | CR 574 in Lancaster town                |                                                                                |
| CR 243 | NY 354 in Elma                      | Aurora Street                                         | CR 523 in Lancaster village             |                                                                                |
| CR 245 | NY 952A                             | Cayuga Road in Cheektowaga                            | CR 290                                  |                                                                                |
| CR 246 | NY 33 in Alden                      | Crittenden-Murrays Corners and Akron-Crittenden roads | CR 248 / CR 250 / CR 252 in Newstead    |                                                                                |
| CR 247 | NY 78                               | Wolcott Road in Clarence                              | CR 216                                  |                                                                                |
| CR 248 | CR 167                              | East Avenue in Akron                                  | CR 246 / CR 250 / CR 252                |                                                                                |
| CR 249 | CR 577                              | Baseline Road in Grand Island                         | CR 11                                   |                                                                                |
| CR 250 | CR 246 / CR 248 / CR 252            | Scotland Road in Newstead                             | Tonawanda Indian Reservation line       |                                                                                |
| CR 251 | NY 5                                | Barnum Road in Newstead                               | CR 163                                  |                                                                                |
| CR 252 | CR 246 / CR 248 / CR 250            | Indian Falls Road in Newstead                         | Genesee county line (weiter als CR 11)  |                                                                                |
| CR 253 | CR 250                              | Carney Road in Newstead                               | NY 93                                   |                                                                                |
| CR 254 | CR 42                               | Greenbush Road in Newstead                            | CR 255                                  |                                                                                |
| CR 255 | CR 254                              | Greenbush Road in Newstead                            | CR 261                                  |                                                                                |
| CR 256 | CR 115                              | Meahl Road in Newstead                                | NY 93                                   |                                                                                |
| CR 257 | CR 259                              | Fletcher Road in Newstead                             | CR 42                                   |                                                                                |
| CR 258 | CR 42                               | Burdick Road in Newstead                              | Niagara County line (weiter als CR 110) |                                                                                |
| CR 259 | CR 258                              | Tonawanda Creek Road in Newstead                      | NY 93                                   |                                                                                |
| CR 260 | NY 93                               | Koepsel Road in Newstead                              | CR 261                                  |                                                                                |
| CR 261 | NY 93                               | Cedar Street in Newstead                              | Niagara county line                     |                                                                                |
| CR 262 | CR 163                              | Hake Road in Newstead                                 | NY 93                                   |                                                                                |
| CR 263 | NY 5                                | Cummings Road in Newstead                             | CR 163                                  |                                                                                |
| CR 264 | CR 64                               | Dorsch Road in Newstead                               | CR 246                                  |                                                                                |
| CR 265 | CR 64                               | Steiner Road in Newstead                              | CR 246                                  |                                                                                |
| CR 266 | CR 268                              | Nice Road in Newstead                                 | CR 64                                   |                                                                                |
| CR 267 | CR 268 in Alden town                | Buckwheat Road                                        | CR 64 in Newstead                       |                                                                                |
| CR 268 | NY 33 in Alden town                 | North Millgrove Road                                  | NY 5                                    |                                                                                |
| CR 269 | NY 5                                | Strickler Road in Clarence                            | CR 24                                   |                                                                                |
| CR 272 | CR 273                              | Schurr Road in Clarence                               | NY 5                                    |                                                                                |
| CR 273 | CR 272                              | Stage Road in Clarence                                | CR 268                                  |                                                                                |
| CR 275 | NY 78                               | Wehrle Drive in Clarence                              | CR 199                                  |                                                                                |
| CR 276 | CR 57 / CR 161 in Lancaster town    | Harris Hill Road                                      | CR 277 in Clarence                      |                                                                                |
| CR 277 | NY 78                               | Roll Road in Clarence                                 | CR 216                                  |                                                                                |
| CR 278 | NY 5                                | Thompson Road in Clarence                             | CR 217                                  |                                                                                |
| CR 279 | CR 275                              | Shimmerville Road in Clarence                         | CR 217                                  |                                                                                |
| CR 280 | CR 277                              | Newhouse Road in Clarence                             | CR 217                                  |                                                                                |
| CR 281 | CR 68                               | Conner Road in Clarence                               | CR 282                                  |                                                                                |
| CR 282 | NY 78                               | County Road in Clarence                               | CR 560                                  |                                                                                |
| CR 283 | CR 217                              | Heise Road in Clarence                                | CR 560                                  |                                                                                |
| CR 285 | CR 216 in Clarence                  | Keller Road                                           | CR 115 / CR 218 in Newstead             |                                                                                |
| CR 288 | NY 33 in Lancaster town             | Gunville Road                                         | NY 5 in Clarence                        |                                                                                |
| CR 289 | CR 290                              | Garrison Road in Williamsville                        | NY 5                                    |                                                                                |
| CR 290 | CR 208                              | Wehrle Drive in Amherst                               | NY 78                                   |                                                                                |
| CR 294 | NY 324                              | North Forest Road in Amherst                          | CR 45                                   |                                                                                |
| CR 295 | CR 45                               | Casey Road in Amherst                                 | NY 78                                   |                                                                                |
| CR 297 | CR 87                               | Smith Road in Amherst                                 | NY 78                                   |                                                                                |
| CR 299 | US 62                               | East Robinson and North French roads in Amherst       | NY 78                                   |                                                                                |

## Straßen 301–400
| Straße | Von                        | Über                                                        | Bis                                               | Bemerkung                                                                    |
| ------ | -------------------------- | ----------------------------------------------------------- | ------------------------------------------------- | ---------------------------------------------------------------------------- |
| CR 301 | NY 952T                    | Sweet Home Road in Amherst                                  | CR 2                                              |                                                                              |
| CR 303 | Tonawanda city line        | Colvin Avenue und Colvin Avenue Extension in Tonawanda town | Raintree Parkway                                  | Ehemalige Zahl; stillgelegt 2014 und für die Wartung nach Tonawanda verlegt. |
| CR 306 | NY 265                     | Knoche Road in Tonawanda town                               | NY 384                                            |                                                                              |
| CR 307 | NY 265 in Tonawanda town   | Kenmore Avenue                                              | NY 5 in Amherst                                   |                                                                              |
| CR 308 | Stony Point Road Extension | Stony Point Road in Grand Island                            | CR 11                                             |                                                                              |
| CR 309 | CR 249                     | Huth Road in Grand Island                                   | CR 308                                            |                                                                              |
| CR 310 | NY 957C                    | Long Road in Grand Island                                   | CR 249                                            | Teilüberlagerung mit NY 324.                                                 |
| CR 313 | NY 952A                    | Beach Road in Cheektowaga                                   | CR 290                                            |                                                                              |
| CR 315 | Buffalo city line          | Dingens Street in Cheektowaga                               | NY 240                                            |                                                                              |
| CR 316 | NY 952A                    | George Urban Boulevard in Cheektowaga                       | NY 78                                             |                                                                              |
| CR 317 | NY 130 in Depew            | Dick Road                                                   | NY 78 in Cheektowaga                              |                                                                              |
| CR 319 | CR 523 in Cheektowaga      | Indian and Rowley roads                                     | CR 322 in Depew                                   |                                                                              |
| CR 321 | NY 277                     | French Road in Cheektowaga                                  | NY 78                                             |                                                                              |
| CR 322 | CR 325 in West Seneca      | Borden Road                                                 | NY 130 in Depew                                   |                                                                              |
| CR 324 | CR 290                     | Aero Drive in Cheektowaga                                   | NY 78                                             |                                                                              |
| CR 325 | NY 277 in West Seneca      | Seneca Creek Road                                           | CR 327 in Elma                                    |                                                                              |
| CR 327 | CR 330                     | North Blossom Road in Elma                                  | NY 354                                            |                                                                              |
| CR 328 | CR 330                     | Winspear Road in Elma                                       | NY 354                                            |                                                                              |
| CR 329 | CR 355                     | Eastwood Road in Marilla                                    | NY 354                                            |                                                                              |
| CR 330 | US 20 / NY 78 in Elma      | Eastwood Road                                               | Wyoming county line in Marilla (weiter als CR 26) |                                                                              |
| CR 333 | CR 242                     | Hall Road in Elma                                           | CR 155                                            |                                                                              |
| CR 334 | CR 574                     | Creek and Stole roads in Elma                               | NY 354                                            |                                                                              |
| CR 335 | CR 330 in Elma             | Town Line Road                                              | NY 33 in Alden town                               |                                                                              |
| CR 336 | CR 6 in Aurora             | Girdle Road                                                 | NY 354 in Elma                                    |                                                                              |
| CR 337 | NY 354 in Elma             | Schwartz Road                                               | CR 343 in Lancaster town                          |                                                                              |
| CR 338 | US 20 / NY 78              | William Street in Lancaster town                            | CR 337                                            |                                                                              |
| CR 341 | US 20                      | Cemetery Road in Lancaster town                             | NY 952Q                                           |                                                                              |
| CR 343 | CR 139 in Lancaster town   | Westwood Road                                               | CR 113 in Alden town                              |                                                                              |
| CR 346 | CR 113 in Alden town       | West Main Street                                            | US 20 / CR 578 in Alden village                   |                                                                              |
| CR 347 | CR 166                     | Peters Corners Road in Alden town                           | NY 33                                             |                                                                              |
| CR 348 | NY 952Q                    | Zoeller Road in Alden town                                  | NY 33                                             |                                                                              |
| CR 349 | NY 954G                    | Williston Road in Marilla                                   | Wyoming county line                               |                                                                              |
| CR 350 | NY 952Q                    | Stony Road in Lancaster town                                | NY 33                                             |                                                                              |
| CR 354 | CR 402 in Marilla          | Three Rod Road                                              | CR 527 in Alden town                              |                                                                              |
| CR 355 | US 20A in Wales            | East Blood Road                                             | Wyoming county line in Marilla                    |                                                                              |
| CR 356 | US 20A in Wales            | Four Rod Road                                               | US 20 in Alden town                               | Vorher Teil von NY 358.                                                      |
| CR 362 | CR 377 in Aurora           | North Davis Road                                            | NY 16 / NY 78 / CR 572 in Elma                    |                                                                              |
| CR 363 | NY 240                     | East and West Road in West Seneca                           | CR 364                                            |                                                                              |
| CR 364 | CR 363                     | Leydecker Road in West Seneca                               | US 20                                             |                                                                              |
| CR 365 | NY 240 in West Seneca      | Michael and Angle roads                                     | NY 187 in Orchard Park                            |                                                                              |
| CR 366 | NY 240                     | Reserve Road in West Seneca                                 | US 20                                             |                                                                              |
| CR 368 | NY 277 in Orchard Park     | Jewett-Holmwood Road                                        | US 20A                                            |                                                                              |
| CR 369 | NY 240 in Orchard Park     | Freeman Road                                                | NY 277 in Orchard Park                            |                                                                              |
| CR 370 | CR 44                      | Powers Road in Orchard Park                                 | CR 371                                            |                                                                              |
| CR 371 | CR 401                     | Scherff Road in Orchard Park                                | NY 240                                            |                                                                              |
| CR 372 | CR 442 in Orchard Park     | Behm Road                                                   | NY 240 in Aurora                                  |                                                                              |
| CR 373 | CR 374                     | Grover Road in Aurora                                       | CR 368                                            |                                                                              |
| CR 374 | CR 144                     | Falls Road in Aurora                                        | CR 541                                            |                                                                              |
| CR 376 | US 20A in East Aurora      | Knox Road                                                   | NY 16 / NY 78 / CR 572 in Aurora                  |                                                                              |
| CR 377 | NY 187 in Elma             | Willardshire Road                                           | NY 16 / NY 78 / CR 572 in Aurora                  |                                                                              |
| CR 378 | US 20A                     | Gypsy Lane in Aurora                                        | CR 376                                            |                                                                              |
| CR 379 | CR 380                     | Darling Road in Aurora                                      | NY 16                                             |                                                                              |
| CR 380 | CR 396                     | Lewis Road in Aurora                                        | CR 67                                             |                                                                              |
| CR 381 | NY 16                      | Lapham Road in Aurora                                       | CR 383                                            |                                                                              |
| CR 382 | CR 392                     | Hunters Creek Road                                          | US 20A in Wales                                   |                                                                              |
| CR 383 | CR 85 / CR 175 in Wales    | Hunters Creek Road                                          | CR 6 in Aurora                                    |                                                                              |
| CR 385 | NY 78                      | Schang Road in Wales                                        | Wyoming county line                               |                                                                              |
| CR 387 | Wyoming county line        | East Creek Road in Wales                                    | NY 78                                             |                                                                              |
| CR 388 | CR 389                     | Fish Hill Road in Wales                                     | CR 387                                            |                                                                              |
| CR 389 | CR 388                     | Fish Hill Road in Wales                                     | CR 390                                            |                                                                              |
| CR 390 | NY 16                      | Warner Hill Road in Wales                                   | CR 387                                            |                                                                              |
| CR 392 | CR 531 in Holland          | Vermont Hill Road                                           | CR 175 in Wales                                   |                                                                              |
| CR 393 | CR 382                     | Sanders Hill Road in Holland                                | Wyoming county line                               |                                                                              |
| CR 394 | CR 382                     | Whitney Road in Holland                                     | Wyoming county line (weiter als CR 15)            |                                                                              |
| CR 395 | CR 382                     | East Holland Road in Holland                                | Wyoming county line                               |                                                                              |
| CR 396 | CR 397 in Colden           | Partridge Road                                              | NY 16 in Holland                                  |                                                                              |
| CR 397 | CR 240                     | Hayes Hollow Road in Colden                                 | CR 374                                            |                                                                              |
| CR 398 | CR 397                     | Irish Road in Colden                                        | CR 400                                            |                                                                              |
| CR 399 | CR 426                     | South Hill Road in Concord                                  | Colden town line                                  |                                                                              |
| CR 400 | CR 398                     | Knapp Road in Colden                                        | NY 249                                            |                                                                              |

## Straße 401–500
| Straße | Von                                 | Über                                          | Bis                              | Bemerkung                                                                 |
| ------ | ----------------------------------- | --------------------------------------------- | -------------------------------- | ------------------------------------------------------------------------- |
| CR 401 | CR 371                              | Ward Road in Boston                           | CR 442                           |                                                                           |
| CR 402 | NY 954G                             | Liberia Road in Marilla                       | CR 355                           | Vorher Teil von NY 358.                                                   |
| CR 403 | CR 531                              | Miller Avenue in Sardinia                     | CR 404                           |                                                                           |
| CR 404 | NY 16                               | Currier-Sardinia Road in Sardinia             | CR 403                           |                                                                           |
| CR 405 | CR 409 in Sardinia                  | Warner Gulf Road                              | CR 204 in Holland                |                                                                           |
| CR 406 | CR 407                              | Mattheson Corner Road in Sardinia             | CR 225                           |                                                                           |
| CR 407 | CR 410                              | Pratham Road in Sardinia                      | CR 408                           |                                                                           |
| CR 408 | CR 33                               | Crump Road in Colden                          | CR 240                           |                                                                           |
| CR 409 | NY 240 in Concord                   | Genesee Road                                  | Wyoming county line in Sardinia  |                                                                           |
| CR 410 | CR 228 in Concord                   | Middle Road                                   | NY 39 in Sardinia                |                                                                           |
| CR 412 | CR 181 / CR 413                     | North Street in Concord                       | NY 240 / CR 198                  |                                                                           |
| CR 413 | CR 228                              | Buffalo Road in Concord                       | Springville village line         |                                                                           |
| CR 414 | CR 418                              | Skyview Lane in Concord                       | Endet bei US 219                 |                                                                           |
| CR 415 | NY 75 in Collins                    | Woodside Lane and Concord Road                | CR 419 in Concord                |                                                                           |
| CR 416 | CR 418                              | Adams Road in Concord                         | CR 228                           |                                                                           |
| CR 417 | CR 228                              | Townsend Road in Concord                      | CR 49                            |                                                                           |
| CR 418 | CR 416                              | Townsend Road in Concord                      | CR 49                            |                                                                           |
| CR 419 | NY 39                               | Belscher Road in Concord                      | CR 415                           |                                                                           |
| CR 420 | CR 457 in Concord                   | Trevett Road                                  | CR 227 in Boston                 |                                                                           |
| CR 421 | Local maintenance                   | Hoffman Road in Concord                       | NY 39                            |                                                                           |
| CR 422 | CR 457                              | Groth Road in Concord                         | NY 39                            |                                                                           |
| CR 425 | CR 49                               | Summit Road in Concord                        | Endet bei US 219                 |                                                                           |
| CR 426 | CR 228                              | Abbott Hill Road in Concord                   | CR 399                           |                                                                           |
| CR 427 | CR 228                              | Snyder Road in Concord                        | CR 228                           |                                                                           |
| CR 428 | CR 49                               | Drake Road in Concord                         | CR 427                           |                                                                           |
| CR 429 | CR 49                               | Moore Road in Concord                         | CR 420                           |                                                                           |
| CR 430 | CR 50                               | Wagner Road in Concord                        | CR 420                           |                                                                           |
| CR 431 | CR 430                              | Emerling Road in Concord                      | CR 436                           |                                                                           |
| CR 432 | NY 240                              | Sibley Road in Concord                        | CR 181                           |                                                                           |
| CR 433 | CR 181                              | Morse Road in Concord                         | NY 240                           |                                                                           |
| CR 434 | CR 420                              | Wheeler Road in Concord                       | CR 435                           |                                                                           |
| CR 435 | CR 434                              | Spaulding Road in Concord                     | CR 415                           |                                                                           |
| CR 436 | CR 437 / CR 469 in Concord          | Brown Hill Road                               | CR 420 in Boston                 |                                                                           |
| CR 437 | CR 436 / CR 469                     | Zimmerman Road in Boston                      | NY 277 / NY 391 / CR 227         |                                                                           |
| CR 438 | CR 543                              | Back Creek Road in Boston                     | CR 437                           |                                                                           |
| CR 439 | CR 227                              | Omphalus Road in Boston                       | CR 441                           |                                                                           |
| CR 440 | CR 442                              | Wholheiter Road in Boston                     | CR 441                           |                                                                           |
| CR 441 | CR 222 in Colden                    | Lower East Hill and Old Lower East Hill roads | CR 442 in Boston                 |                                                                           |
| CR 442 | CR 222 in Boston                    | Cole Road                                     | NY 240 in Orchard Park town      |                                                                           |
| CR 443 | CR 227                              | Boston Cross Road in Boston                   | CR 222                           | Ehemalige Zahl; stillgelegt 2014 und für die Wartung nach Boston verlegt. |
| CR 444 | CR 438                              | Patchin Road in Boston                        | CR 227                           | Ehemalige Zahl; stillgelegt 2014 und für die Wartung nach Boston verlegt. |
| CR 446 | CR 415 in Collins                   | New Oregon Road                               | NY 75 in Eden                    |                                                                           |
| CR 447 | US 62                               | Shirley Road in North Collins                 | CR 446                           |                                                                           |
| CR 449 | CR 511                              | Brown Street in Collins                       | NY 39                            |                                                                           |
| CR 450 | CR 449                              | Ottenbecker Road in Collins                   | CR 415                           |                                                                           |
| CR 451 | NY 39                               | Brewer Road in Collins                        | CR 449                           |                                                                           |
| CR 452 | CR 454                              | Konert Road in Collins                        | NY 39                            |                                                                           |
| CR 453 | CR 40                               | Becker Road in Collins                        | NY 39                            |                                                                           |
| CR 454 | CR 452                              | Wilson Road in Collins                        | CR 453                           |                                                                           |
| CR 455 | CR 453                              | Scrabble Hill Road in Collins                 | CR 456                           |                                                                           |
| CR 456 | CR 455                              | Dupont Road in Collins                        | CR 453                           |                                                                           |
| CR 457 | CR 78 / CR 405 in Collins           | Zoar Valley Road                              | NY 39 in Concord                 |                                                                           |
| CR 458 | CR 459                              | Langer Road in West Seneca                    | CR 137                           |                                                                           |
| CR 459 | Lackawanna city line                | Fisher Road in West Seneca                    | NY 240                           |                                                                           |
| CR 460 | US 20 / NY 179 in Orchard Park town | Milestrip Road                                | CR 377 in Elma                   |                                                                           |
| CR 461 | US 20A                              | California Road in Orchard Park town          | NY 179                           |                                                                           |
| CR 463 | NY 952J / CR 44                     | Duerr Road in Orchard Park town               | Thorn Street                     |                                                                           |
| CR 464 |                                     |                                               |                                  |                                                                           |
| CR 465 | CR 467                              | Versailles Road in Hamburg town               | CR 133                           |                                                                           |
| CR 466 | US 20                               | Heltz Road in Hamburg town                    | CR 133                           |                                                                           |
| CR 467 | CR 127                              | North Creek Road in Hamburg town              | CR 65                            |                                                                           |
| CR 468 | CR 480 in Boston                    | Taylor Road                                   | CR 220 in Hamburg town           |                                                                           |
| CR 469 | CR 436 / CR 437                     | Feddick Road in Boston                        | CR 480                           |                                                                           |
| CR 470 | CR 480                              | Heinrich Road in Boston                       | CR 472                           |                                                                           |
| CR 471 | CR 469                              | Mayer Road in Boston                          | CR 437                           |                                                                           |
| CR 472 | NY 75 in Eden                       | Eckhardt Road                                 | NY 391 in Boston                 |                                                                           |
| CR 473 | NY 75                               | Hardt Road in Eden                            | CR 220                           |                                                                           |
| CR 474 | CR 475                              | Bley Road in Eden                             | US 62                            |                                                                           |
| CR 475 | CR 476                              | Bauer Road in Eden                            | CR 474                           |                                                                           |
| CR 476 | CR 127 in Evans                     | South Creek Road                              | US 62 in Eden                    |                                                                           |
| CR 477 | CR 9 in Angola                      | Mill Street and Delameter Road                | CR 127 in Evans                  |                                                                           |
| CR 478 | NY 5                                | Sweetland Road in Evans                       | CR 127                           |                                                                           |
| CR 480 | CR 220 in Eden                      | North Boston Road                             | CR 470 in Boston                 |                                                                           |
| CR 481 | CR 220 in Eden                      | Zenner Road                                   | CR 469 in Boston                 |                                                                           |
| CR 482 | CR 220 in Eden                      | Haig Road                                     | CR 469 in Boston                 |                                                                           |
| CR 483 | NY 75                               | Schintzius Road in Eden                       | CR 220                           |                                                                           |
| CR 486 | NY 249 in North Collins             | Jennings Road                                 | US 62 in Eden                    |                                                                           |
| CR 487 | CR 508 / CR 510 in Collins          | Jennings Road                                 | NY 249 in North Collins          |                                                                           |
| CR 488 | US 62                               | East Church Street in Eden                    | NY 75                            |                                                                           |
| CR 489 | CR 477 in Angola                    | Gowans Road                                   | CR 41 in Evans                   |                                                                           |
| CR 490 | CR 9 in Angola                      | Gowans Road                                   | US 62 in Eden                    |                                                                           |
| CR 491 | NY 5 in Evans                       | Cain Road                                     | US 62 in North Collins           |                                                                           |
| CR 492 | NY 249 in Brant                     | Hardpan Road                                  | CR 9 in Evans                    |                                                                           |
| CR 493 | North Collins village line          | School Street in North Collins                | CR 486                           |                                                                           |
| CR 496 | CR 447 / CR 498                     | Angling Road in North Collins                 | CR 501                           |                                                                           |
| CR 498 | NY 39 in Collins                    | Quaker Street                                 | CR 447 / CR 496 in North Collins |                                                                           |
| CR 499 | CR 498                              | Stearns Road in North Collins                 | CR 501                           |                                                                           |
| CR 500 | US 62                               | Marshfield Road in North Collins              | NY 75                            |                                                                           |

## Straßen 501 und höher
| Straße | Von                                 | Über                                      | Bis                              | Bemerkung                                                                  |
| ------ | ----------------------------------- | ----------------------------------------- | -------------------------------- | -------------------------------------------------------------------------- |
| CR 501 | CR 498                              | Ketchum Road in North Collins             | CR 493                           |                                                                            |
| CR 502 | CR 52                               | Main Street-Lawtons Road in North Collins | US 62                            |                                                                            |
| CR 503 | Cattaraugus county line in Gowanda  | Aldrich Street and Taylor Hollow Road     | US 62 in Collins                 |                                                                            |
| CR 504 | Cattaraugus Indian Reservation line | Four Mile Level Road in Collins           | Gowanda village line             | Auf der gesamten Strecke übereinstimmend mit NY 438                        |
| CR 505 | US 62 / NY 39                       | Bagdad Road in Collins                    | NY 39                            |                                                                            |
| CR 506 | CR 74                               | South Quaker Road in Collins              | CR 505                           |                                                                            |
| CR 507 | CR 74                               | Lone Road in Collins                      | CR 508                           |                                                                            |
| CR 508 | CR 487 / CR 510                     | Foster Road in Collins                    | CR 457 / CR 74                   |                                                                            |
| CR 510 | US 62                               | West Becker Road in Collins               | CR 487                           |                                                                            |
| CR 511 | US 62                               | Lenox Road in Collins                     | CR 487                           |                                                                            |
| CR 512 | CR 220                              | Electric Avenue in Blasdell               | Lackawanna city line             |                                                                            |
| CR 519 | CR 420                              | Fowlerville Road in Concord               | CR 228                           |                                                                            |
| CR 521 | Tonawanda city line                 | Creekside Drive in Tonawanda town         | US 62                            |                                                                            |
| CR 523 | NY 277 in Cheektowaga               | Como Park Boulevard                       | Lake Avenue in Lancaster village |                                                                            |
| CR 524 | CR 189                              | Two Mile Creek Road in Tonawanda town     | Tonawanda city line              |                                                                            |
| CR 526 | NY 5                                | Davison Road in Clarence                  | CR 163                           |                                                                            |
| CR 527 | NY 354 in Marilla                   | Cayuga Creek Road                         | US 20 in Alden town              |                                                                            |
| CR 528 | NY 16 / NY 78 / CR 572              | West Blood Road in Elma                   | CR 6                             |                                                                            |
| CR 529 | NY 277                              | Gartman Road in Orchard Park town         | CR 442                           |                                                                            |
| CR 530 | CR 392                              | Church Street in Holland                  | CR 382                           |                                                                            |
| CR 531 | NY 16 in Sardinia                   | South Protection Road                     | NY 16 in Holland                 |                                                                            |
| CR 533 | US 62                               | Collins Road in Collins                   | NY 39                            | Ehemalige Zahl; stillgelegt 1988 und nach Collins für die Wartung verlegt. |
| CR 534 | Buffalo city line                   | Mineral Springs Road in West Seneca       | CR 109                           |                                                                            |
| CR 535 | CR 404 in Sardinia                  | Phillips Road                             | CR 396 in Holland                |                                                                            |
| CR 537 | NY 16                               | North Protection Road in Holland          | NY 16                            |                                                                            |
| CR 538 | CR 199                              | Bergtold Road in Clarence                 | CR 155                           |                                                                            |
| CR 539 | NY 33                               | Holtz Drive in Cheektowaga                | CR 324                           |                                                                            |
| CR 541 | CR 551 in Colden                    | Boies Road                                | CR 67 in Aurora                  |                                                                            |
| CR 542 | CR 524                              | Ensimger Road in Tonawanda town           | NY 265                           |                                                                            |
| CR 543 | US 219                              | Pfarner Road in Concord                   |                                  |                                                                            |
| CR 546 | Cattaraugus Indian Reservation line | Mile Block Road in Brant                  | CR 491                           |                                                                            |
| CR 547 | NY 354 / NY 954G in Marilla         | Two Rod Road                              | CR 343 in Alden town             |                                                                            |
| CR 548 | NY 957C                             | Love Road in Grand Island                 | CR 11                            |                                                                            |
| CR 550 | CR 189                              | Kenmore Avenue in Tonawanda town          | NY 265                           |                                                                            |
| CR 551 | CR 541                              | Darien Road in Colden                     | CR 380                           |                                                                            |
| CR 552 | CR 227 in Boston                    | Chestnut Ridge Road                       | NY 277 in Orchard Park town      |                                                                            |
| CR 553 | CR 368                              | Transit Road Extension in Aurora          | US 20A / NY 187                  |                                                                            |
| CR 554 | CR 324                              | Youngs Road in Amherst                    | NY 5                             |                                                                            |
| CR 555 | NY 16                               | Dutchtown Road in Sardinia                | CR 531                           |                                                                            |
| CR 556 | Cattaraugus county line             | Hake Road in Sardinia                     | NY 39                            |                                                                            |
| CR 557 | Williamsville village line          | Mill Street in Amherst                    | NY 324                           |                                                                            |
| CR 559 | NY 78                               | Tonawanda Creek Road in Clarence          | CR 43 / CR 560                   | Vorher Teil von NY 268.                                                    |
| CR 560 | NY 5                                | Salt Road in Clarence                     | CR 43 / CR 559                   | Vorher Teil von NY 268.                                                    |
| CR 562 | NY 240 / CR 222                     | Heath Road in Colden                      | CR 397                           |                                                                            |
| CR 563 | NY 240 / CR 30 in Concord           | Foote Road                                | CR 407 in Sardinia               |                                                                            |
| CR 571 | CR 215                              | Center Street in Colden                   | CR 154 / CR 215                  | Auf der gesamten Strecke übereinstimmend mit NY 16.                        |
| CR 572 | US 20A                              | Buffalo Road in East Aurora village       | East Aurora village line         | Auf der gesamten Strecke übereinstimmend mit NY 16 / NY 78.                |
| CR 573 | NY 93 in Akron                      | John Street und Bloomingdale Road         | Genesee county line              | Vorher NY 267                                                              |
| CR 574 | NY 16 / NY 78 / CR 572 in Elma      | John Street und Bloomingdale Road         | NY 954G in Marilla               | Vorher NY 422                                                              |
| CR 575 | CR 576                              | Bayview Road in Hamburg town              | US 62                            |                                                                            |
| CR 576 | NY 5                                | Big Tree Road in Hamburg town             | CR 575                           |                                                                            |
| CR 577 | CR 11                               | Bush Road in Grand Island                 | NY 957C                          |                                                                            |
| CR 578 | NY 354 in Marilla                   | Exchange Street                           | US 20 in Alden village           | Vorher NY 239                                                              |
| CR 580 | Tonawanda city line                 | Ellicott Creek Road in Tonawanda town     | US 62                            | Vorher NY 356                                                              |